# Mario Rizotto
Mario Enrique Rizotto Vázquez (Canelones, 30 de agosto de 1984) é um ex-futebolista uruguaio que atuava como Volante.

## Times
- Centro Atlético Fénix (Uruguai) - 2006 - 2008[1]
- Club Atlético River Plate (Uruguai) - 2008 - 2012[1]
- Club Social y Deportivo Independiente (Equador) - 2013 –2018